# Bess Price
Bess Price Nungurrayi, née en 1960 à Yuendumu (en),, est un artiste et femme politique australienne

## Biographie
Issue du peuple warlpiri (en), un peuple aborigène de la région du désert central du Territoire du Nord, elle naît et grandit dans une réserve aborigène. Le warlpiri est sa langue maternelle. Ses parents sont nés dont le désert et son père, né en 1914 et qui n'a jamais vu de blancs avant l'âge de 12 ans, est à l'âge de 14 ans l'un des survivants du massacre de Coniston de 1928, tuerie de dizaines d'Aborigènes innocents par des colons aidés de policiers aborigènes. Durant la Seconde Guerre mondiale, il est recruté de force et enchaîné avec d'autres Aborigènes pour du travail forcé et peu rémunéré de construction d'infrastructures dans le Territoire du Nord pour l'armée de terre australienne. Bess Price est la neuvième enfant de ses parents, et cinq de ses frères et sœurs plus âgés font partie des générations volées, retirés à ses parents à la naissance ou peu après. Elle grandit dans des abris traditionnels simples, mais ses parents s'assurent qu'elle soit scolarisée, et qu'elle développe un respect à la fois pour sa culture autochtone et pour les règles de la société australienne. Dans le même temps ses parents travaillent comme ouvriers ruraux et comme petits agriculteurs pour gagner de l'argent et subvenir aux besoins « des survivants parmi leurs onze enfants ».
Mariée à un Aborigène alors qu'elle est encore jeune adolescente, Bess Price donne naissance à son premier enfant à l'âge de 14 ans. Battue continuellement par son mari, elle s'enfuit avec l'aide de ses parents. Avec l'aide financière du Conseil foncier central qui gère les terres autochtones du Territoire du Nord restituées à leurs propriétaires coutumiers à partir des années 1970, elle étudie à l'université Curtin, dont elle obtient une licence en gestion et développement aborigènes,. Après ses études, elle travaille comme enseignante, puis quitte le service public pour s'établir comme « consultante, formatrice [et] interprète » en langues autochtones à travers une société fondée avec son second mari,. En 2009, elle est nommée présidente inaugurale du Conseil aux affaires autochtones qui conseille la vice-Première ministre du Territoire du Nord, Marion Scrymgour. En 2009 également, elle soutient l'« Intervention (en) » lancée par le gouvernement fédéral de John Howard pour combattre la violence, l'alcoolisme et le chômage dans les communautés aborigènes isolées du Territoire du Nord.
Membre du Parti rural libéral, elle est élue en 2012 députée de la circonscription rurale de Stuart à l'Assemblée législative du Territoire du Nord. Invoquant Neville Bonner, Hyacinth Tungatalum et Ken Wyatt, elle s'inscrit dans la tradition de personnalités politiques aborigènes conservatrices, politiquement de centre-droit. Elle met l'accent sur les problèmes de grande violence dans les communautés aborigènes isolées, et révèle en 2014 que dix de ses onze frères et sœurs sont morts, dont huit alors qu'ils avaient moins de cinquante ans : quatre morts en bas âge, trois frères morts d'alcoolisme, une sœur morte d'un cancer du sein, une sœur morte dans son sommeil pour des raisons inexpliquées, et une sœur — atteinte par l'alcool et devenue sans domicile fixe — poignardée à mort dans sa communauté. Deux de ses nièces meurent également d'alcoolisme aux âges de 21 et 26 ans, et une de ses petites-filles est poignardée à mort par son compagnon. En septembre 2013 elle entre au gouvernement d'Adam Giles (en) comme ministre des Services aux communautés locales, ministre de la Politique concernant les femmes, ministre des Parcs naturels et de la Faune, et ministre au statut d'État. En février 2015 elle devient également ministre du Logement. Battue dans sa circonscription aux élections législatives de 2016, elle perd de ce fait ses ministères.
Sa fille Jacinta Price devient en 2023 une figure de proue du Parti rural libéral en menant la campagne pour le « non » au référendum constitutionnel australien de 2023.
Bess Price pratique également l'art aborigène, exhibant dans des expositions ses toiles qui retracent le chemin ancestral parcouru à travers les terres de sa communauté par les esprits créateurs du « temps du Rêve »,.